# Humedal de Quilicura

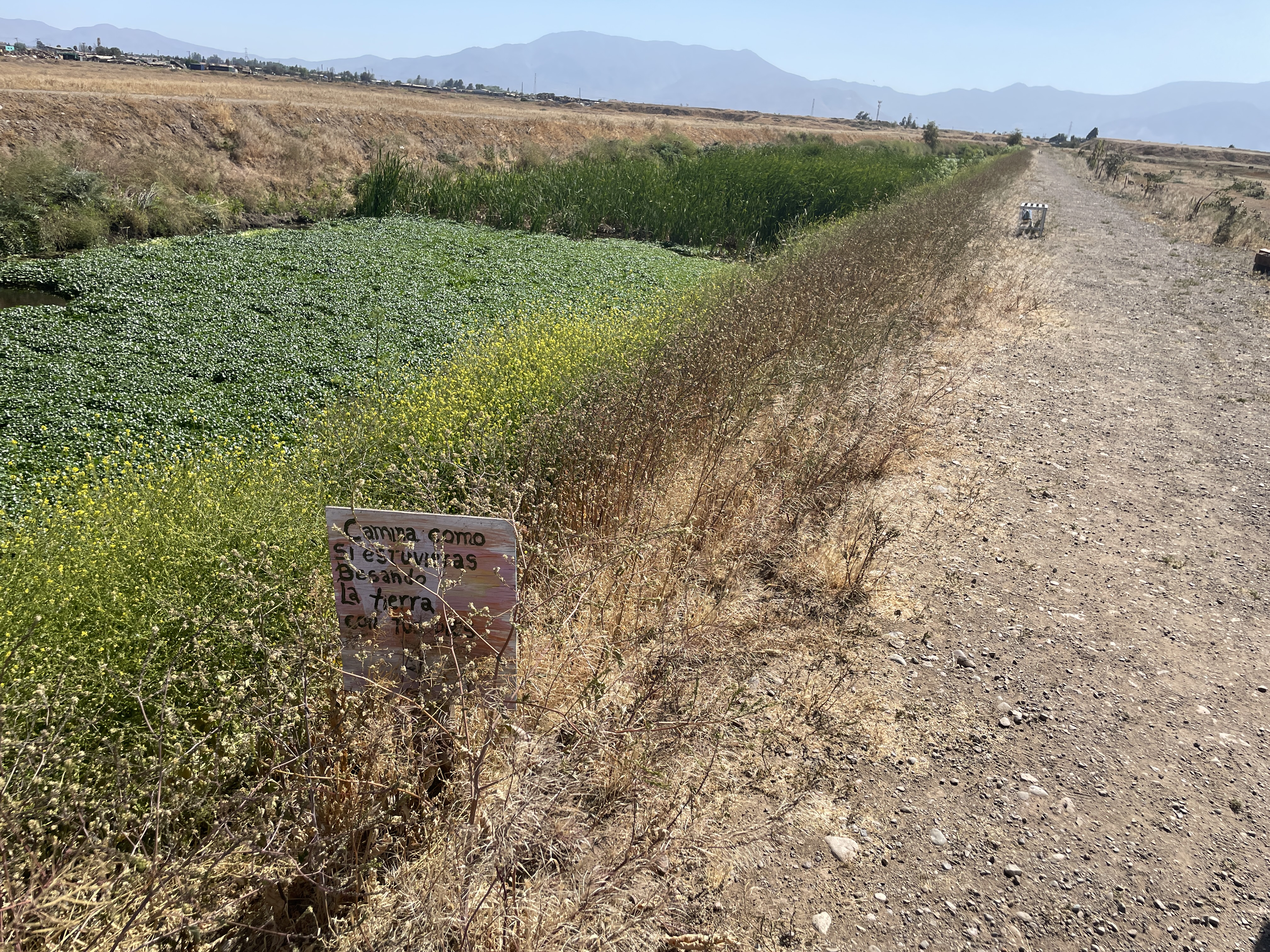
Humedal de Quilicura. Su laguna está llena de vegetación nativa.

El humedal de Quilicura, también conocido como Küla Kura, se encuentra cerca de una zona habitada, por lo que se le acuña el término de humedal urbano. En Chile están representados casi todos los tipos de humedales clasificados por Ramsar. Esto debido a las características geográficas y climáticas del país que dan un escenario favorable para estos. Los humedales son un lugar importante para la vegetación y seres vivos, tales como peces, crustáceos, anfibios, reptiles, aves migratorias, entre otros.
En Chile actualmente hay más de 9722 hectáreas que pertenecen a 89 humedales urbanos reconocidos bajo la ley 21.202. Esta ley considera como Humedal Urbano a un inserto se todo el lugar o solo una parte dentro del límite urbano, definido por uso de suelo según la planificación territorial. Además de esto, la ley tiene por objetivo proteger los humedales urbanos declarados por el Ministerio del Medio Ambiente así, postergar la entrega de permisos de loteo, construcción o urbanización. La declaración como humedal urbano la hace el Ministerio del Medio Ambiente bajo dos procedimientos, con oficios de ministerio o por petición de los municipios que correspondan. 
La comuna de Quilicura cuenta con tres humedales urbanos, llamados Humedal O'Higgins, Humedal San Luis y Humedal San Luis Norte. Estos acumulan más de 468,3 hectáreas de terreno cercano al Estero Las Cruces. Está compuesto por dos grandes sectores. El sector San Luis norte que corresponde al polígono 1 y 3 y el sector O'Higgins con el polígono 2. Estos tres polígonos serían relictos del antiguo  Humedal de Batuco.

## Antecedentes

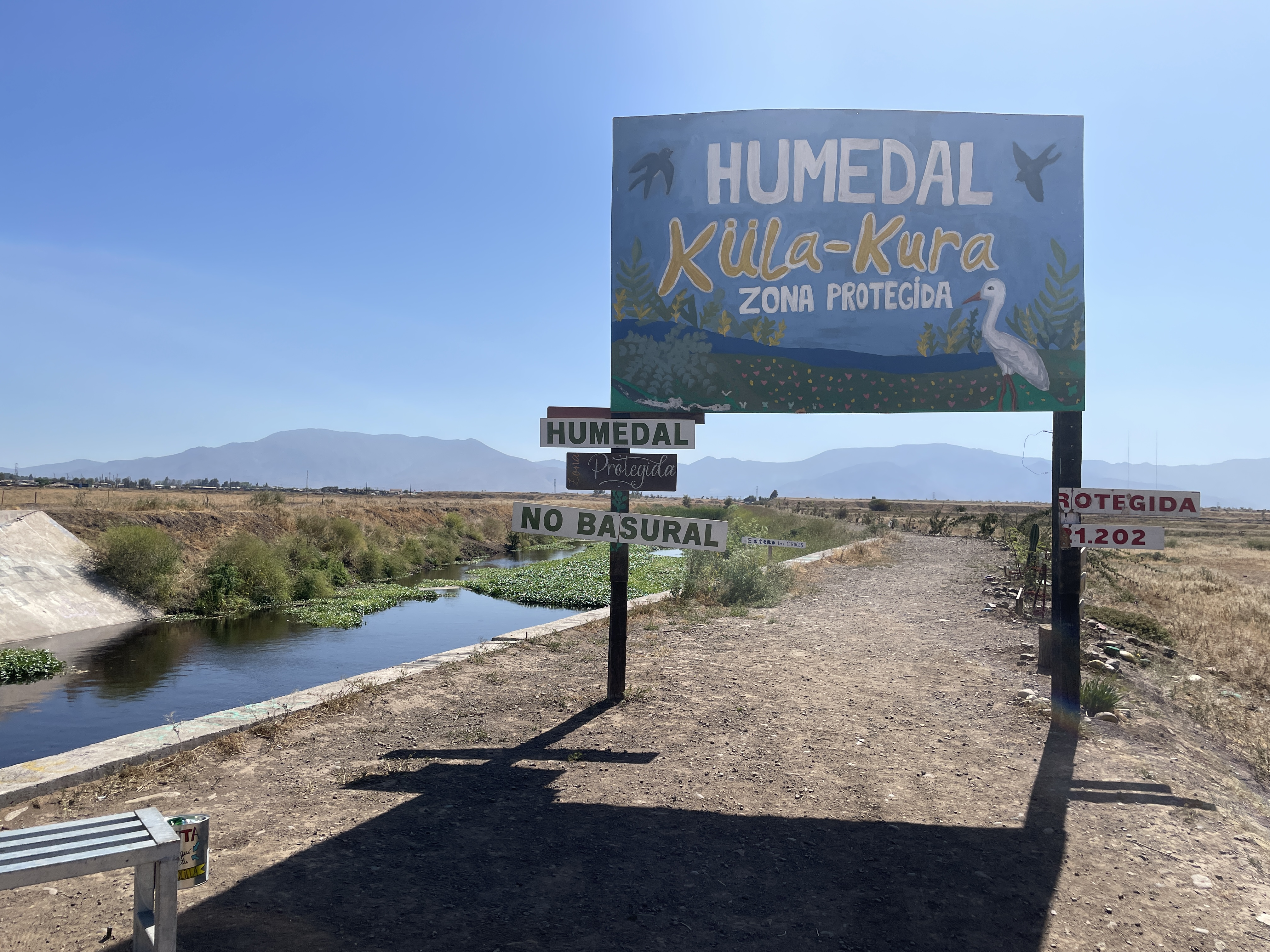
Letrero al inicio del Humedal de Quilicura el cual da la bienvenida a las personas para recorrer el sitio.

### Declaración humedal urbano
El 24 de junio de 2021 se promulgó la resolución 616 que reconoce la existencia del Humedal Urbano de Quilicura dentro de la Ley de Protección de Humedales Urbanos (LDPHU) Nº 21.202. La petición para el nombramiento del sector como humedal fue realizada por la municipalidad de Quilicura y fue acogida por el SEREMI y el Ministerio del Medio Ambiente. 

## Rol para el medio ambiente de Quilicura
El humedal le da hogar a distintos tipos de seres vivos, en especial aves acuáticas migratorias, las cuales llegan por temporadas al lugar. Durante el verano de 2015 se contabilizaron más de 2.546 aves de 38 especies distintas.
Su característica de hábitat para especies que migran o que son nativas del lugar hace que el humedal sea considerado un lugar importante para la conservación de los seres vivos.
Además de contar con variados seres vivos, el humedal también se ha convertido, gracias a la comunidad, en un proyecto futuro de bosque nativo. Alrededor de la zona inundada, marcando el camino, se encuentra cada dos metros un árbol nativo chileno que al pasar los años debería crecer para aumentar la sombra del sitio.

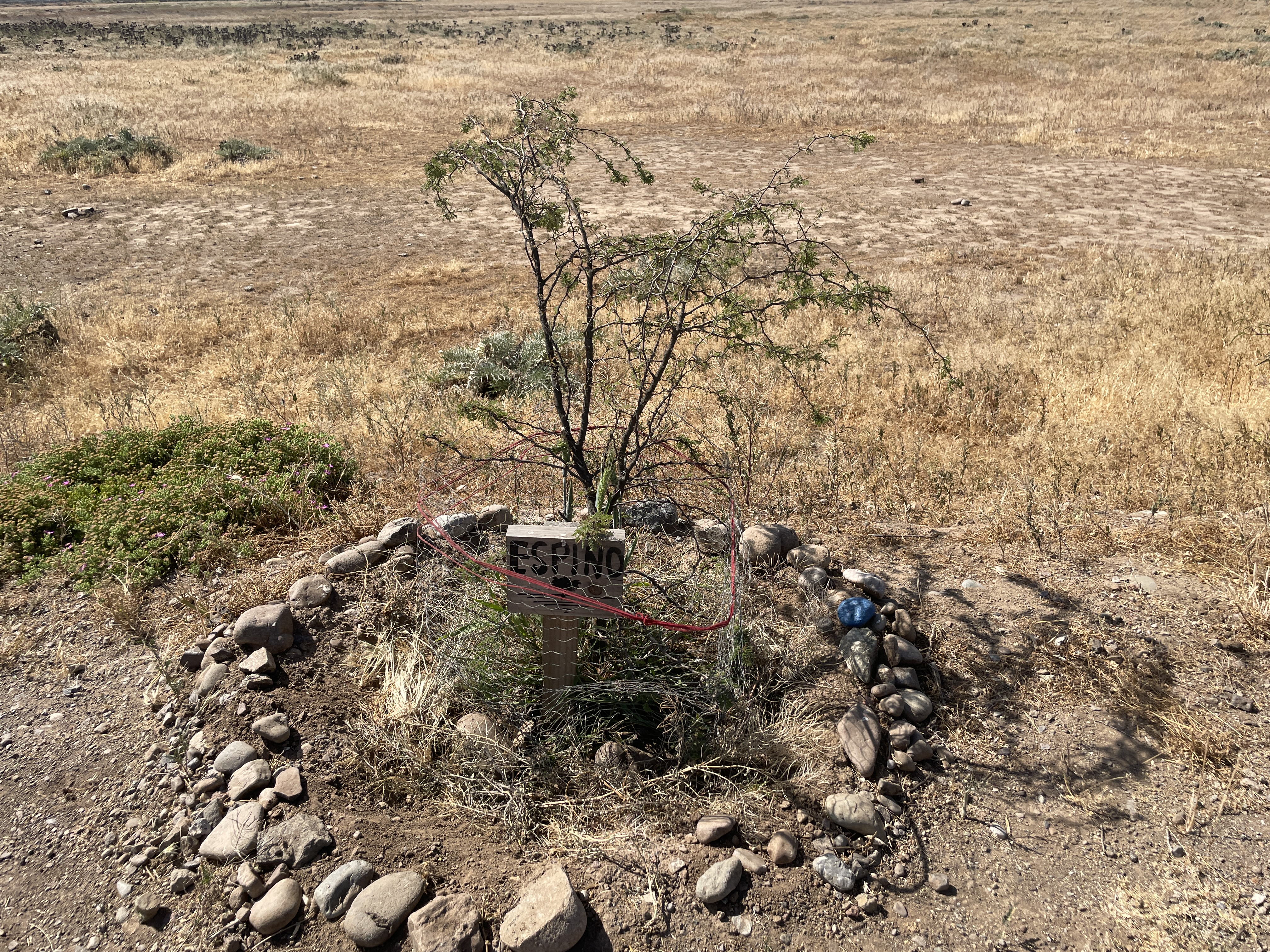
Árbol Espino, nativo de Chile, plantado al costado del Humedal de Quilicura.

## Polémicas del Humedal Urbano Quilicura
El reconocimiento del sector como humedal urbano trajo consigo una gran polémica con los dueños de los distintos polígonos. Actualmente, existen tres reclamaciones que cuestionan la resolución del Ministerio del Medio Ambiente. 
Las reclamaciones fueron hechas por Inversiones Butamalal  S.A.; La inmobiliaria Los Silos III S.A. y Eduardo Oyarzun Iracheta en el Tribunal Ambiental . Los denunciantes, reclaman que el Humedal O'Higgins no cumple con los criterios expuestos en la ley N°21.202 y su reglamento (D.S.N°15/2020) por lo que piden que se redefina el terreno bajo los criterios adecuados. 
Inversiones Butamalal pidió declarar ilegal la declaración de Humedal Urbano Quilicura, ya que argumentan que no cumple con los criterios técnicos. La Inmobiliaria Los Silos III S.A. solicita la nulidad parcial o la modificación de la Resolución Exenta n°616, ya que el terreno no correspondería a un humedal urbano. Finalmente, Eduardo Oyarzún Iracheta busca también que se declare ilegal la resolución y pide la redefinición del terreno ya que, como mencionan los dos anteriores denunciantes, no cumple con los requisitos de Humedal Urbano. Según el Oyarzún, el polígono de O’Higgins, su sector de “humedal urbano” no superaría las 5 hectáreas.

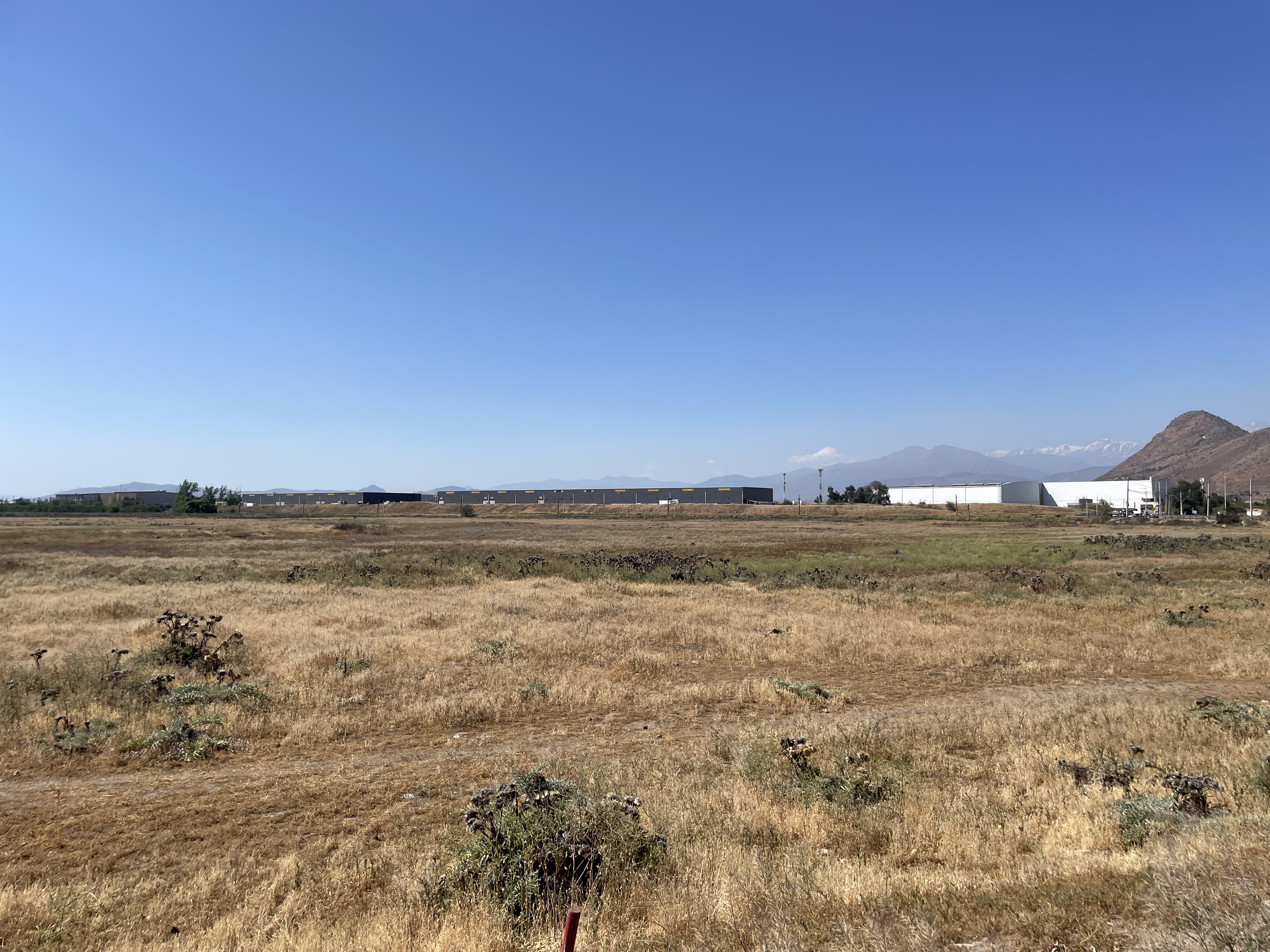
Terreno al costado de la laguna del humedal, de fondo se ven las fábricas que rodean el predio.

Resistencia socioambiental Quilicura Humedales lanzó una petición en Change.org para la junta de firmas en protección a los humedales de Quilicura.
El Ministerio del Medio Ambiente, representado por el Consejo de Defensa del Estado, solicitó al tribunal rechazar las tres reclamaciones y a mantener la declaración como Humedal Urbano del Humedal O'Higgins. 
El Concejo Municipal, el 26 de enero de 2022 aprobó por unanimidad una ordenanza municipal de protección del humedal urbano de Quilicura en donde regulan la protección, conservación y preservación del territorio y sus cursos de agua.  Asimismo, también declaran las actividades permitidas en los humedales. El uso ancestral, la conservación vegetal y de la fauna, visitas didácticas orientadas al conocimiento  y el seguimiento y control del estado del ecosistema. Dejando en claro la prohibición de construcciones en las hectáreas del humedal. 

### Caza ilegal
Debido a las temporadas de concentraciones de aves, en ocasiones el humedal también se transforma en un sitio propicio para la caza ilegal de aves. Los vecinos denuncian por redes sociales a los cazadores para así lograr disuadirlos.
La caza en Chile solo se puede realizar teniendo el permiso del Servicio Agrícola y Ganadero (SAG) y su carné de caza respectivo. Existen dos clasificaciones para la caza de animales, caza mayor para animales de más de 40 kilos y caza menor, para los animales más pequeños. La caza además, tiene que estar dentro del marco legal de la ley, la cual se estipula las especies de fauna silvestre perjudiciales o dañinas que se pueden matar.

## Audiencias
El 24 de mayo de 2022 inició el proceso de audiencias en el segundo tribunal del Medio Ambiente en donde se presentaron oficialmente las tres reclamaciones que cuestionan la resolución del Ministerio del Medio Ambiente con respecto al humedal de Quilicura. 
En el tribunal estuvieron los ministros Alejandro Ruiz, quien fue el presidente, además de Cristián Delpiano y Cristián López. Por la parte demandante estuvo Jorge Femenías, quien representó a Inversiones Butamalal S.A.; Ricardo Brancoli, en representación de la Inmobiliaria Los Silos III S.A. y Alejandro Lewin, por parte del reclamante Eduardo Oyarzun Iracheta mientras que por el lado contrario estuvo Ministerio del Medio Ambiente con el abogado ambientalista Francisco Astorga además de  la Municipalidad de Quilicura y sus representantes legales.

### Visita en terreno del Tribunal al humedal
El 14 de julio de 2022 el Segundo Tribunal Ambiental llevó a cabo una visita inspectiva al Humedal Urbano Quilicura para analizar en terreno las tres reclamaciones en contra de la declaración como Humedal Urbano.
Los ministros dirigieron la visita y fueron acompañados por un equipo de profesionales del Tribunal como el abogado y ministro de fe Alamiro Alfaro Zepeda, la periodista Paola Casanova Castillo y las profesionales asesoras en ciencias Paula Díaz Palma  y Jessica Fuentes Orellana. Por las partes reclamantes asistió el señor Jorge Femenías Salas, abogado de Inversiones Butamalal S.A. ; el abogado de la Inmobiliaria Los Silos III S.A.Ricardo Brancoli Bravo. 
En representación de los reclamados el abogado del Consejo de Defensa del Estado Osvaldo Solís Mansilla, Jimena Ibarra Cariola y Claudia Cortés Flores, profesionales de la División de Recursos Naturales del Ministerio del Medio Ambiente. 
Los terceros coadyuvantes también tuvieron representantes durante el recorrido, Francisco Astorga Cárcamos por parte de Alexandra Arancibia Olea; Macarena Martinic Cristensen por la Municipalidad de Quilicura y Alisson Silva López, representando la Agrupación Ambiental Educacional Cultural Artística Social y Deportiva "Observatorio de Humedales Küla-Kura" @observatoriokulakura.
La inspección inició a las 15:05 horas en la parte del Humedal 'San Luis Norte' y se visitaron 5 puntos del predio. Durante su recorrido los ministros fueron haciendo preguntas con respecto a los puntos y si estos corresponden a un humedal urbano.

## Modificación del Plan Regulador
La propuesta del nuevo plan regulador de Quilicura  planifica el desarrollo del territorio en planos también considera las 468,3 hectáreas de humedal urbano. El Plan Regulador Comunal (PRC) que se encuentra vigente en la comuna data de 1985 con una actualización en 2017.

## Apoyo vecinal

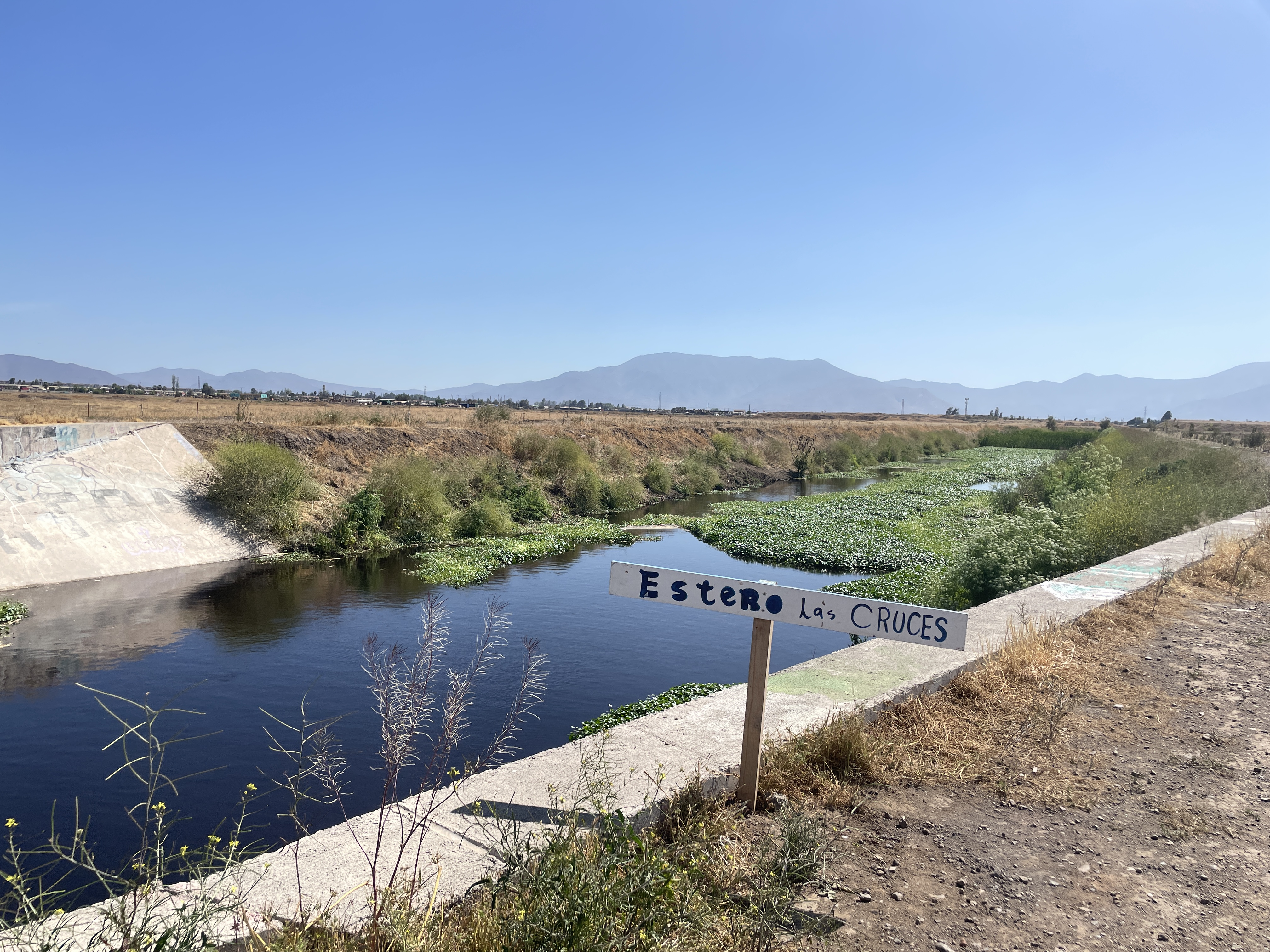
Humedal con el letrero hecho por vecinos de Estero Las Cruces que indica el sector que corresponde del humedal.

Los vecinos de Quilicura han generado iniciativas para visualizar el humedal y para mantener la protección de este. Se han creado campañas de junta de firmas y redes sociales, como por ejemplo perfiles de Instagram, con el fin de cuidar el humedal.
La comunidad también se une para cuidar el estado del humedal. Cada cierto tiempo se organizan ‘limpiatones’, para limpiar el camino aledaño. La municipalidad también se encarga de esta tarea y gestiona equipo municipal para mantener el lugar libre de contaminación.
Otra de las formas en las que la ciudadanía se involucra en la campaña de protección al humedal, es creando contenido con respecto a este. El Centro Producción Musical Municipal de Quilicura creó un álbum de música con la temática de ‘salvar el humedal llamado “Salvemos los humedales de Quilicura”, en donde 25 artistas se unieron para llamar a la conciencia y cuidado de los espacios naturales. 

## Fallo del Tribunal Ambiental
El 25 de octubre de 2022, el Segundo Tribunal Ambiental aceptó parcialmente las tres reclamaciones que fueron puestas en contra de la resolución que le otorgaba la categoría de "humedal urbano" al Humedal de Quilicura.
Debido a este fallo, el Ministerio del Medio Ambiente, según indica la sentencia, deberá retrotraerse el procedimiento hasta que se emita una Ficha de Análisis Técnico en la se expongan los nuevos antecedentes de la Ley n°21.202 los cuales corresponden a la delimitación y elaboración de la cartografía del humedal. En el nuevo Análisis Técnico se deberá considerar lo señalado en el fallo, según lo establece el artículo 39 de la Ley n°19.880.
El fallo, redactado por Cristián López Montecinos también, obliga al Ministerio a dictar una nueva resolución exenta para dar por terminado el procedimiento y resolviendo los problemas indicados por los demandantes. 
En los papeles analizados por el tribunal, los ministros Cristián Delpiano Lira, Alejandro Ruiz Fabres y López concluyeron que la resolución exenta 616 promulgada el 24 de junio de 2021 por el Ministerio del Medio Ambiente en donde se declaró todo el predio como humedal urbano, presenta un vicio de legalidad debido a una falta de fundamentación al no abordar todos los antecedentes presentados.

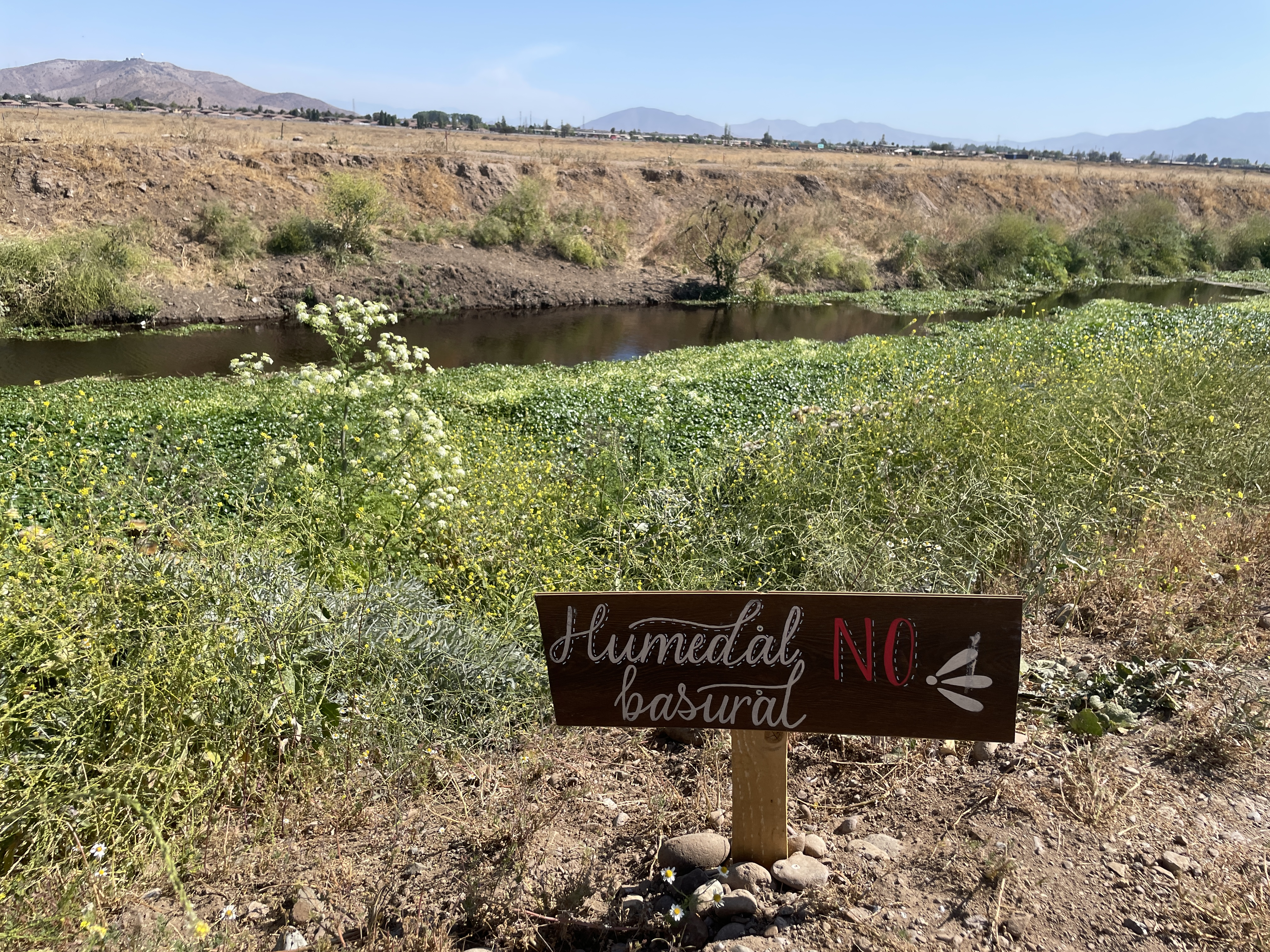
El Humedal de Quilicura y su vegetación, además de un letrero hecho por la comunidad de la ONG, Observatorio de Humedales Küla Kura.

Los ministros finalmente declararon que se generó una falta de consideración hacia los antecedentes adicionales aportados por los reclamantes, en especial, los que conciernen a la delimitación del predio.
El fallo también se encarga de entregar ciertos criterios metodológicos que deberán ser considerados en la elaboración de la nueva Ficha Técnica, poniendo énfasis en la relación entre los criterios de sustentabilidad de los humedales urbanos con aquellos establecidos en su delimitación. La idea es resguardar el ecosistema y con ello sus características ecológicas, la conectividad biológica y el régimen hidrológico.
Por ahora, mientras el Ministerio del Medio Ambiente concluya el procedimiento de la nueva declaratoria, la realización de algún proyecto o actividad que atente contra el humedal tendrá que guiarse por las leyes de protección ambiental, esto significa que cualquier proyecto deberá ser evaluado por el Sistema de Evaluación de Impacto Ambiental.
La Municipalidad de Quilicura manifestó a través de redes sociales su total descontento con el fallo del Segundo Tribunal Ambiental tildándolo como un gran retroceso contra el medio ambiente y además declaran que como gestión tomarán todas las acciones legales pertinentes para defender el humedal. La Municipalidad era parte de la parte demandada y funcionaba como terceros en la reclamación. 
Las futuras acciones legales de la Municipalidad aún no han sido anunciadas públicamente.